# Сиропи (лікарська форма)
Сиропи (лат. Sirupus (-i, -i)) — густа рідина, загалом прозора, що містить одну чи більше дієвих речовин, розчинених у концентрованих водних розчинах сахарози чи інших цукрів (лат. sirupus simplex), або у соках плодів і ягід, що бродили, є підвидом рідких лікарських форм для внутрішнього застосування. 
Частіше додаються до складу інших ЛФ (мікстури, кашки) з метою виправлення смакових властивостей лікарських речовин, наприклад гірких, кислих і т. ін.. 
Найчастіше використовують простий цукровий сироп (лат. Sirupus simplex), який отримують нагріванням до кипіння 16 частин цукру в 9 частинах дистильованої води (наприклад, 64 г цукру на 36 г дистиляту).
Використовують також і фруктові сиропи, які готують з соків різних фруктів після їх подрібнення, розтирання м'якоті і відстоювання впродовж 2—3 діб, з наступним відтисканням соку і його відстоюванням до трьох діб (для осадження пектину) та наступним додаванням цукру у вказаній кількості.
В аптечній практиці використовують малиновий (лат. Sirupus Rubi idaei), вишневий (лат. Sirupus Cerasorum; Sirupus Cerasi), лимонний та інші сиропи. Залежно від рецептури, становить 10-30 % загального об'єму мікстури.